# Amauridia heterochrosis
Amauridia heterochrosis là một loài bướm đêm trong họ Noctuidae.